# Zinsel Settentrionale
La Zinsel Settentrionale è un fiume francese che scorre nel dipartimento della Mosella e del Basso Reno nella regione del Grande Est e che sfocia nella Moder.

## Idronimo
Di volta in volta venne chiamato Gunimus rivus, Dintzila, Zinzila e Zintzel: la parola deriva da una radice che significa affluente.

## Geografia
Alla sorgente il corso d’acqua prende il nome di Moderbach, mentre a partire dalla confluenza con il Breidenbach a Mouterhouse viene detto Zinsel Settentrionale. Il Falkensteinerbach, che si getta in essa tra Gundershoffen e Uttenhoffen, ha una portata maggiore a quella della Zinsel stessa (1,98 m³/s). Infine questa, dopo aver bagnato Mertzwiller, confluisce nella Moder a Schweighouse-sur-Moder.